# شتروکوم
شتروکوم (به آلمانی: Struckum) یک شهر در آلمان است که در نوردفرایسلند واقع شده‌است. شتروکوم ۱٬۰۲۴ نفر جمعیت دارد.